# KABA Album 2
Albums de Misono
KABA Album
(2009) Me
(2010)
KABA Album 2 ou Cover Album 2 est le 3e mini-album de Misono, sorti sous le label Avex Trax le 27 janvier 2010 au Japon. Il atteint la 44e place du classement de l'Oricon, il reste classé pendant 2 semaines, pour un total de 4 980 exemplaires vendus. C'est un album contenant uniquement des reprises d'autres artistes.

## Liste des titres
Entre parenthèses artiste d'origine.
| 1. | Tomorrow (ANNIE) (Little Orphan Annie) | 3:25 |
| 2. | Misono ga Koibito ni Utatte Hoshii Ulfuls Medley (「Samurai Soul」 ~ 「Eenen」 ~ 「Banzai ~Suki de Yokatta~」) (Misonoが恋人に歌ってほしい! ウルフルズメドレー (サムライソウル/ええねん/バンザイ ～好きでよかった～) (Ulfuls))            | 7:33 |
| 3. | Amagigoe (天城越え (Sayuri Ishikawa)) | 4:39 |
| 4. | Watashi ga Obasan ni Nattemo (私がオバさんになっても (Chisato Moritaka)) | 4:10 |
| 5. | Misono no Seishun Song! Medley (「motto」 ~ 「Music Fighter」 ~ 「Jesus! Jesus!」 ~ 「Lovely Baby」 ~ 「motto」) (Misonoの青春ソング! メドレー (motto/ミュージック ファイター/ジーザス!ジーザス!/ラブリーベイベー/motto) (Judy and Mary)) | 6:44 |
| 6. | Zurui Onna (ズルい女 (Sharam Q)) | 4:02 |
| 7. | Aa Mujo (あゝ無情 (Ann Lewis)) | 4:49 |
| 8. | Ki no Kikanai Cake de Tanjobi (気のきかないケーキで誕生日 (Tokoro George)) | 3:03 |
| 9. | Memen no Handkerchief (木綿のハンカチーフ (Ota Hiromi)) | 4:56 |